# اکاکی، قبرس
اکاکی، قبرس (به لاتین: Akaki, Cyprus) یک منطقهٔ مسکونی در قبرس است که در ناحیه نیکوزیا واقع شده‌است.

## خصوصیات
اکاکی ۲٬۶۷۵ نفر جمعیت دارد.